# Bi'ina
Bi'ina (hebrejsky בִּעְנָה, arabsky بعنة, v oficiálním přepisu do angličtiny Bi'ne) je místní rada (malé město) v Izraeli, v Severním distriktu, které bylo v letech 2003–2009 součástí města Šagor.

## Geografie
Leží v nadmořské výšce 260 metrů v údolí Bejt ha-Kerem na pomezí Dolní a Horní Galileji. Město se rozkládá na úpatí prudkého terénního zlomu Matlul Curim, který z dna údolí stoupá o několik set metrů na náhorní planiny Horní Galileji. Je odvodňováno tokem Nachal Šagor.
Nachází se cca 18 kilometrů východně od města Akko, cca 105 kilometrů severovýchodně od centra Tel Avivu a cca 28 kilometrů severovýchodně od centra Haify, v hustě zalidněném pásu. Osídlení v tomto regionu je smíšené. Vlastní město Bi'ina společně se sousedními městy Madžd al-Krum a Dejr al-Asad je osídleno izraelskými Araby, stejně jako mnohá sídla v okolí. Na jihovýchod odtud leží ale větší židovské město Karmiel. Další menší židovská sídla vesnického typu (Tuval, Kišor nebo Lavon) jsou rozptýlená na návrších severně od Bi'ina.
Bi'ina je na dopravní síť napojena pomocí dálnice číslo 85, která ve východozápadním směru propojuje Akko a oblast okolo Galilejského jezera.

## Dějiny
Byla založena patrně v raném novověku poté, co sultán Sulejman I. vyhnal ze sousední vesnice Dejr al-Asad křesťany. Jejich potomci se pak usadili poblíž svého starého domova a založili zde novou vesnici. Německý cestovatel zde roku 1806 uvádí i drúzské památky. Rovněž francouzský cestovatel Victor Guérin zde koncem 19. století uvádí mezi obyvateli Drúzy a arabské křesťany.
Během první arabsko-izraelské války byla tato oblast koncem října 1948 dobyta v rámci Operace Chiram izraelskou armádou, stejně jako celý přilehlý region centrální a severní Galileje. Místní arabská populace zde ale byla ponechána. Po roce 1948 se Bi'ina rozrůstala a roku 1976 (podle jiných zdrojů roku 1975) získala status místní rady (menšího města).
V Bi'ině fungují dvě mešity, dále katolický a ortodoxní kostel. Působí zde zařízení předškolní péče o děti, dvě základní školy a střední škola.
V roce 2003 v rámci reformy samosprávy došlo k sloučení místních rad Madžd al-Krum, Dejr al-Asad a Bi'ina do jedné obce, pro kterou byl zvolen název Šagor. Ta byla v roce 2005 povýšena na město. Unie se ovšem neosvědčila a sloučené město se potýkalo s ekonomickými potížemi. Radnici chyběl profesionální úřednický sbor, jednotlivé městské části se vzájemně obviňovaly z neúměrného preferování jedné či druhé, nedařilo se vybírat komunální daně. Zhroutil se systém odvozu komunálního odpadu a kanalizace. Splašky tak po dlouhou dobu znečišťovaly vádí poblíž města. Kvůli dluhu u vodárenské společnosti Mekorot byla do Šagor opakovaně přerušena dodávka pitné vody. V roce 2008 bylo proto rozhodnuto, že dojde k opětovnému osamostatnění všech tří původních obcí, ve kterých měly v srpnu 2009 proběhnout komunální volby.

## Demografie
Bi'ina je město s ryze arabskou populací. Muslimové tvoří cca 75 % a křesťané cca 25 % populace. Jde o menší obec městského typu s dlouhodobě rostoucí populací. K 31. prosinci 2017 zde žilo 8100 lidí.
| Rok            | 1922 | 1931 | 1945 | 1961  | 1972  | 1983  | 1995  | 2000  | 2001  | 2002  | 2009  | 2010  | 2011  | 2012  | 2013  | 2014  | 2015  | 2016  | 2017  |
| -------------- | ---- | ---- | ---- | ----- | ----- | ----- | ----- | ----- | ----- | ----- | ----- | ----- | ----- | ----- | ----- | ----- | ----- | ----- | ----- |
| Počet obyvatel | 518  | 651  | 830  | 1 496 | 2 302 | 3 727 | 5 456 | 6 300 | 6 540 | 6 700 | 6 913 | 7 063 | 7 510 | 7 600 | 7 700 | 7 800 | 7 900 | 8 000 | 8 100 |

* údaje za roky 2000, 2002 a 2012 zaokrouhleny na stovky